# Ukraine aux Jeux paralympiques
L’Ukraine participe aux Jeux paralympiques depuis les Jeux d'été de 1996 à Atlanta et a pris place à toutes les éditions des Jeux d'été et d'hiver depuis cette date. Auparavant, des athlètes de ce pays ont participé aux Jeux au sein de l'équipe soviétique puis celle de l'Équipe unifiée (en).
Depuis les années 2000, grâce à une politique active de l'État ukrainien en faveur du handisport, l'Ukraine connaît de remarquables succès aux Jeux : Toujours classée parmi les six meilleures nations aux tableaux des médailles des Jeux d'été et d'hiver depuis les Jeux d'été de 2004, elle est troisième au classement des médailles aux Jeux d'hiver de 2006 et aux Jeux d'été de 2016, puis deuxième aux Jeux d'hiver de 2022 qui se déroulent pendant l'invasion russe de l'Ukraine.

## Succès aux Jeux paralympiques
Pour sa première participation, aux Jeux d'été de 1996 à Atlanta, l'Ukraine ne se classe que 44e au tableau des médailles. Valeriy Sushkevych (en), deux fois champion national soviétique de natation handisport devenu député au Parlement ukrainien, et fondateur et président du Comité paralympiques ukrainien, initie toutefois une politique publique du gouvernement ukrainien en faveur de l'éducation physique et sportive des enfants handicapés, avec la création d'écoles dédiées dans toutes les régions du pays,. Valeriy Sushkevych obtient par ailleurs l'ouverture d'un centre handisport d'excellence en 2002, et un budget public paralympique dédié. Dès lors, à partir de 2004, l'Ukraine se classe entre la 2e et la 6e place aux tableaux des médailles de toutes les éditions des Jeux d'été et d'hiver.

## Jeux durant des conflits avec la Russie

### Jeux d'hiver de 2014
Fin février 2014, quelques jours avant le début des Jeux paralympiques d'hiver de 2014 à Sotchi en Russie, la Russie renforce sa présence militaire en Crimée, région du sud de l'Ukraine où les Russes disposent d'une base navale depuis le XVIIIe siècle à Sébastopol. Des Ukrainiens pro-russes prennent le pouvoir en Crimée et demandent l'aide de la Russie, amenant Le Monde à estimer le 1er mars (six jours avant le début des Jeux paralympiques) que « l'Etat ukrainien semble avoir perdu sa souveraineté en Crimée, avec la complicité de la Russie ».
Le 4 mars, la porte-parole du Comité paralympique ukrainien donne deux jours à la Russie pour retirer ses troupes de Crimée, en annonçant un boycott des Jeux de la part des athlètes ukrainiens dans le cas contraire : « Nous ne participerons pas aux Jeux organisés par un pays qui a attaqué notre pays ». Finalement les Ukrainiens décident de participer, mais leurs athlètes boycottent la parade des athlètes lors de la cérémonie d'ouverture ; leur porte-drapeau Mykailo Tkachenko y est le seul présent. La Crimée se déclare indépendante de l'Ukraine le 11 mars, durant les Jeux, puis signe quelques jours plus tard un accord avec le président russe Vladimir Poutine entérinant son rattachement à la Russie.

### Jeux d'hiver de 2022
Les Jeux paralympiques d'hiver de 2022 à Pékin commencent une semaine et demie après l'invasion de l'Ukraine par la Russie. La Russie n'est déjà pas autorisée à participer en tant que telle aux Jeux paralympiques, en raison du programme de dopage des athlètes russes révélé après les Jeux de Sotchi de 2014. Toutefois, les athlètes russes sont dans une premier temps invités à participer aux Jeux de 2022 sous la bannière du Comité paralympique russe (au lieu du drapeau national russe).
En raison de l'invasion de l'Ukraine par la Russie, condamnée par la plupart des pays du monde et ayant causé la mort de centaines de civils en Ukraine début mars, plusieurs pays menacent de boycotter les Jeux si la Russie et la Biélorussie (alliée de la Russie) sont autorisées à concourir. Le 3 mars, le Comité international paralympique exclut la Russie et la Biélorussie de ces Jeux, invoquant la violation de la trêve olympique par ces États ainsi que l'ambiance délétère dans le village paralympique où les athlètes russes et biélorusses sont déjà présents au moment de la décision,. 
Sur le plan sportif, l'Ukraine, dont le comité paralympique est toujours mené par Valeriy Sushkevych, obtient les meilleurs résultats de son histoire, se classant 2e (derrière la Chine) avec un record de vingt-neuf médailles dont onze en or.

## Résultats
Les résultats obtenus par les athlètes ukrainiens sont les suivants :
| Année               | Médaille d'or, Jeux paralympiques | Médaille d'argent, Jeux paralympiques | Médaille de bronze, Jeux paralympiques | Total | Rang |
| 1996 Atlanta        | 1                                 | 4                                     | 2                                      | 7     | 44   |
| 2000 Sydney         | 3                                 | 20                                    | 14                                     | 37    | 35   |
| 2004 Athènes        | 24                                | 12                                    | 19                                     | 55    | 6    |
| 2008 Pékin          | 24                                | 18                                    | 32                                     | 74    | 4    |
| 2012 Londres        | 34                                | 43                                    | 43                                     | 120   | 4    |
| 2016 Rio de Janeiro | 41                                | 37                                    | 39                                     | 117   | 3    |
| 2020 Tokyo          | 24                                | 47                                    | 27                                     | 98    | 6    |
| Total               | 149                               | 162                                   | 161                                    | 472   | 14   |

| Année               | Médaille d'or, Jeux paralympiques | Médaille d'argent, Jeux paralympiques | Médaille de bronze, Jeux paralympiques | Total | Rang |
| 1998 Nagano         | 3                                 | 2                                     | 4                                      | 9     | 14   |
| 2002 Salt Lake City | 0                                 | 6                                     | 6                                      | 12    | 18   |
| 2006 Turin          | 7                                 | 9                                     | 9                                      | 25    | 3    |
| 2010 Vancouver      | 5                                 | 8                                     | 6                                      | 19    | 4    |
| 2014 Sotchi         | 5                                 | 9                                     | 11                                     | 25    | 4    |
| 2018 Pyeongchang    | 7                                 | 7                                     | 8                                      | 22    | 6    |
| 2022 Pékin          | 11                                | 10                                    | 8                                      | 29    | 2    |
| Total               | 35                                | 48                                    | 51                                     | 133   | 25   |